# Хорхе Серрано Еліас
Хорхе Антоніо Серрано Еліас (нар. 26 квітня 1945) — гватемальський політик, президент країни з січня 1991 до кінця травня 1993 року.